# House of Cards (canção)
"House of Cards" é uma canção do álbum de 2007 In Rainbows, da banda britânica Radiohead, que foi lançada como o terceiro single do álbum conjuntamente com a canção "Bodysnatchers".
O vídeo promocional foi feito recorrendo a 64 lasers e luz estruturada, sem utilização de câmeras.

## Faixas
Promo CD
1. "House of Cards" (radio edit)
2. "Bodysnatchers"

## Recepção
Nos Grammy Awards de 2009, "House of Cards" foi indicada às categorias Melhor Performance de Rock por Dupla ou Grupo, Melhor Canção de Rock e Melhor Vídeo Musical.